# Europees kampioenschap voetbal 2020 (Groep C) Noord-Macedonië - Nederland
Dit artikel gaat over de wedstrijd in de groepsfase in groep C tussen Noord-Macedonië en Nederland die gespeeld werd op maandag 21 juni 2021 tijdens het Europees kampioenschap voetbal 2020. Het duel was de 27ste wedstrijd van het toernooi.

## Voorafgaand aan de wedstrijd
- Noord-Macedonië stond bij aanvang van het toernooi op de 62e plaats van de FIFA-wereldranglijst.[1]
- Nederland stond bij aanvang van het toernooi op de zestiende plaats van de FIFA-wereldranglijst.[2]
- De confrontatie tussen de nationale elftallen van Noord-Macedonië en Nederland vond viermaal eerder plaats.
- Nederland was al verzekerd van de achtste finales als groepswinnaar en Noord-Macedonië was al uitgeschakeld.
- Het duel vond plaats in de Johan Cruijff ArenA in Amsterdam, Nederland. Dit stadion werd in 1996 geopend.
- De Macedonische recordinternational en topscorer Goran Pandev maakte voor de wedstrijd bekend dat het duel zijn laatste wedstrijd als profvoetballer werd.[3]

## Wedstrijdgegevens[4]
| Datum                | 21 juni 2021                                                                        | 21 juni 2021                                                                        |
| Aftrap               | 18:00 uur                                                                           | 18:00 uur                                                                           |
| Wedstrijdnummer      | 27                                                                                  | 27                                                                                  |
| Stadion              | Johan Cruijff ArenA, Amsterdam, Nederland                                           | Johan Cruijff ArenA, Amsterdam, Nederland                                           |
| Toeschouwers         | 15.227                                                                              | 15.227                                                                              |
| Scheidsrechter       | István Kovács                                                                       | István Kovács                                                                       |
| Assistenten          | Vasile Florin Marinescu Ovidiu Artene                                               | Vasile Florin Marinescu Ovidiu Artene                                               |
| Vierde official      | Georgi Kabakov                                                                      | Georgi Kabakov                                                                      |
| Videoscheidsrechters | Marco Di Bello Paolo Valeri (assistent) Lee Betts (assistent) Pawel Gil (assistent) | Marco Di Bello Paolo Valeri (assistent) Lee Betts (assistent) Pawel Gil (assistent) |
| Man van de wedstrijd | Georginio Wijnaldum                                                                 | Georginio Wijnaldum                                                                 |
|                      | Noord-Macedonië                                                                     | Nederland                                                                           |
| Doelpunten           | 0                                                                                   | 3                                                                                   |
| Gele kaarten         | 4                                                                                   | 0                                                                                   |
| Rode kaarten         | 0                                                                                   | 0                                                                                   |
| Wissels              | 5                                                                                   | 5                                                                                   |
| Schoten op doel      | 1                                                                                   | 6                                                                                   |
| Schoten naast doel   | 11                                                                                  | 11                                                                                  |
| Overtredingen        | 8                                                                                   | 13                                                                                  |
| Hoekschoppen         | 5                                                                                   | 7                                                                                   |
| Buitenspel           | 3                                                                                   | 2                                                                                   |
| Balbezit (%)         | 43%                                                                                 | 57%                                                                                 |

| Noord-Macedonië | 0 – 3        | Nederland |
| | goals        | 24' Memphis Depay 50', 58' Georginio Wijnaldum |
| Igor Angelovski | bondscoach   | Frank de Boer |
| Stole Dimitrievski Arijan Ademi 78' Visar Musliu Ivan Tričkovski 56' Ezgjan Alioski Aleksandar Trajkovski 68' Goran Pandev 68' Stefan Ristovski Darko Velkovski Enis Bardhi 78' Eljif Elmas | opstellingen | Maarten Stekelenburg Matthijs de Ligt 46' Stefan de Vrij Georginio Wijnaldum 66' Memphis Depay Patrick van Aanholt Ryan Gravenberch Daley Blind 66' Donyell Malen 78' Frenkie de Jong 46' Denzel Dumfries |
| Darko Čurlinov 56' Ferhan Hasani 68' Tihomir Kostadinov 68' Vlatko Stojanovski 78' Boban Nikolov 78'                                                                                        | wissels      | 46' Steven Berghuis 46' Jurriën Timber 66' Wout Weghorst 66' Quincy Promes 78' Cody Gakpo |
| Stefan Ristovski 18' Visar Musliu 48' Ezgjan Alioski 65' Tihomir Kostadinov 84' | gele kaarten | |